# ورزشگاه بی‌ام‌او
ورزشگاه بی‌ام‌او (انگلیسی: BMO Stadium) یک ورزشگاه فوتبال در شهر لس آنجلس، ایالات متحده آمریکا است.
این ورزشگاه که در سال ۲۰۱۸ تأسیس شده دارای ۲۲۰۰۰ نفر ظرفیت است و قرار است مسابقات فلگ فوتبال و لاکراس المپیک تابستانی ۲۰۲۸ در آن برگزار شود.

## نگارخانه

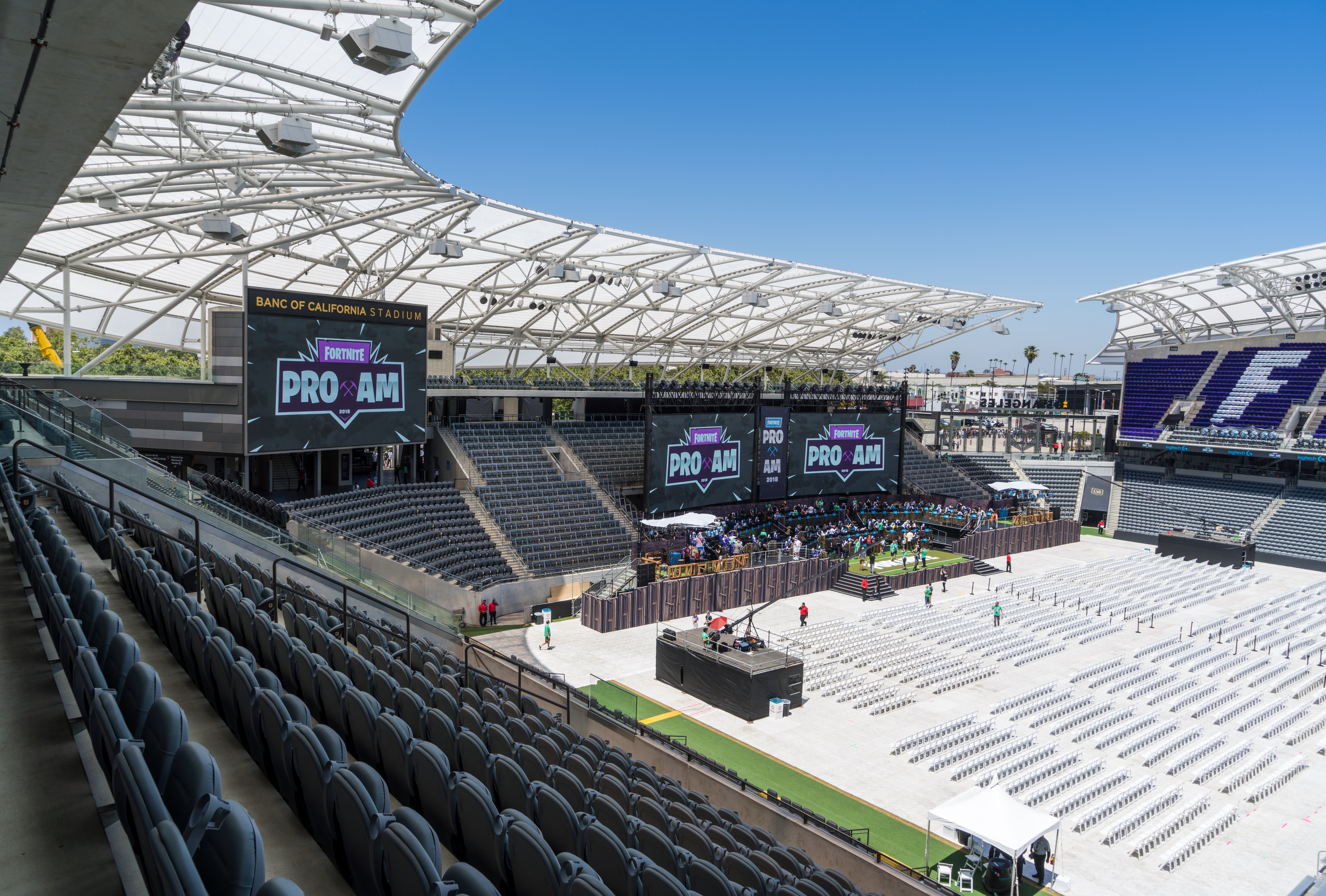
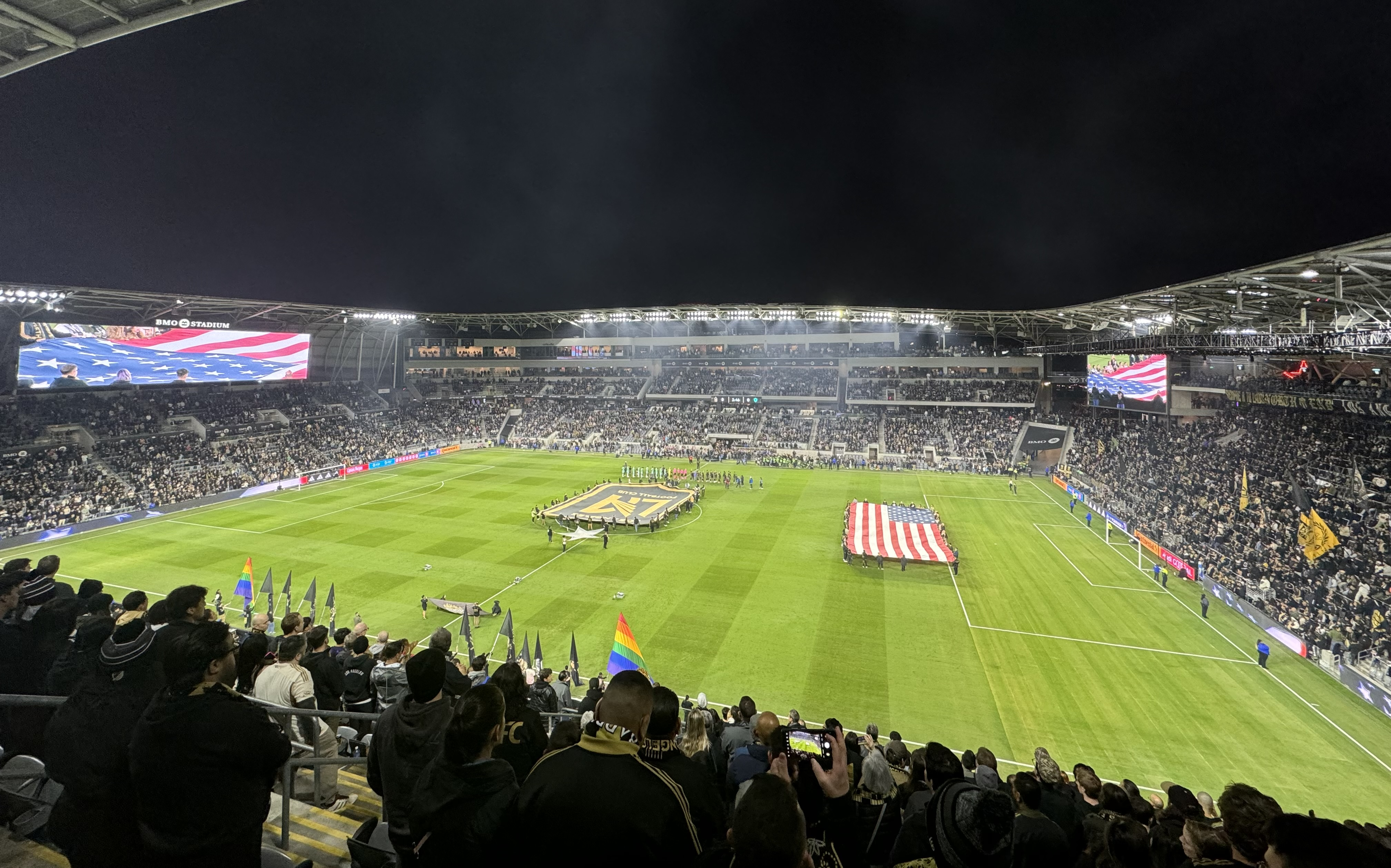